# Thành kiến về người Mỹ trắng
Thành kiến về người Mỹ trắng (Stereotypes of white Americans) là những hình mẫu rập khuôn trong cách nhìn nhận về người Mỹ gốc Âu ở Hoa Kỳ (hay còn gọi là Người Mỹ da trắng hay người da trắng). Đó là những khái quát sai lệch về tính cách, hành vi hoặc ngoại hình của người Mỹ gốc Âu được nhìn nhận dưới con mắt của những người Mỹ khác ở Hoa Kỳ. Theo những cách nhìn nhận thành kiến này thì người Mỹ da trắng bị cho là tham lam, ham mê vật chất, thực dụng, phân biệt chủng tộc, họ sẽ không bao giờ là nạn nhân của những lời cay độc hay tội ác, căm thù, họ không văn vẻ (rhythm) và thường xuất thân từ những gia đình giàu có. Sinh viên đại học người Mỹ da trắng bị cho là không chịu học hành, tiệc tùng mọi lúc mọi nơi và bị cho là chả biết gì về thế giới bên ngoài.
Đàn ông da trắng thường bị người thiểu số coi là phân biệt chủng tộc, tham lam, thực dụng, đặc quyền, kiêu ngạo và là những vũ công tồi. Phụ nữ da trắng bị coi là những con ngốc, hợm hĩnh, nhu cầu cao, dễ dãi quan hệ, buông thả, phân biệt chủng tộc, nghiện mua sắm, không đáng tin, thiếu đức hạnh, thiếu đoan trang và định hướng nghề nghiệp. Trên các phương tiện truyền thông, người Mỹ da trắng thường bị coi là những người dân ngoại ô cổ cồn trắng thuộc tầng lớp trung lưu hoặc giàu có. Đàn ông da trắng thường bị coi là tham vọng, kiêu ngạo, thông minh, phân biệt chủng tộc và thiếu hợp tác.
Người Mỹ gốc Phi tin rằng người da trắng có mùi cơ thể khó chịu, không thích ôm con, hay tàng trữ, ích kỷ và không đáng tin cậy và chỉ thành công nhờ màu da trắng của họ mà thôi. Người Mỹ da trắng cũng bị coi là những người có đặc quyền đặc lợi, rất ích kỷ, ảo tưởng về những người khác ngoài bản thân mình và không có khả năng hiểu được cách tồn tại của các nhóm thiểu số và người da màu. Người da trắng cũng có đặc điểm là vũ công tệ và chơi bóng rổ tệ. Những định kiến tích cực về người Mỹ da trắng bao gồm việc họ là những người thông minh, đa dạng về mặt xã hội, không gây nguy hiểm và không có khả năng phạm tội. Định kiến tiêu cực về người da trắng là họ đều bị coi là phân biệt chủng tộc, thành kiến, thiên vị và thường cảm thấy sợ hãi hoặc bất an, khó chịu khi ở gần người thiểu số.

## Thành kiến
Nói chung, thành kiến về người da trắng miêu tả người Mỹ da trắng thuộc tầng lớp thượng lưu là WASP (White Anglo-Saxon Protestants) và họ miêu tả người Mỹ da trắng thuộc tầng lớp thấp hơn là những kẻ lỗ mãng "lạc hậu", "ít học hành". Ngược lại, những người lỗ mãng bị coi là "phân biệt chủng tộc, nóng nảy, to xác, bạo lực, thô lỗ, ồn ào, xấu tính, thất học—và tự mãn về điều đó". Những định kiến khác về những kẻ lỗ mãng bao gồm sự loạn luân, lạm dụng các loại ma túy nặng như ma túy đá (Methamphetamine). Trong đại dịch COVID-19, phụ nữ da trắng thường được mệnh danh là người Karens theo những hình mẫu đặc trưng của họ trong khi thể hiện những hành vi không bình thường Tên tiếng lóng xuất phát từ tên chung của phụ nữ da trắng là Karen.

### Nghiên cứu
Một nghiên cứu ban đầu về hình mẫu của người da trắng được tìm thấy trong các tác phẩm hư cấu do các tác giả người Mỹ gốc Phi viết đã được thực hiện bởi nhà xã hội học người Mỹ gốc Phi Tilman C. Cothran vào năm 1950. Năm phẩm chất hình mẫu hàng đầu của người da trắng mà Cothran ghi nhận trong nghiên cứu của mình là:
- Cảm thấy vượt trội
- Ghét người da đen
- Thô bạo, bốc đồng, xấu tính
- Tự mãn
- Không ưa người Do Thái.

Những phẩm chất khuôn mẫu khác mà ông liệt kê là "họ nghĩ rằng họ biết về người da đen" nhưng thực thế thì không, hay những người Mỹ trắng vốn dĩ "không công bằng, lừa dối, gian xảo", "họ nghĩ rằng đó là thế giới của người da trắng" và "hèn nhát". Tilman nhận thấy rằng tầng lớp thượng lưu và hạ lưu da đen vào thời điểm đó có những định kiến ít thiện cảm nhất về người da trắng và thường thì tầng lớp trung lưu da đen là có thiện cảm nhất. Trong một nghiên cứu năm 1972, người Mỹ da trắng bị coi là "ham mê vật chất và đam mê lạc thú" khi so sánh với người Mỹ gốc Á và người Mỹ gốc Phi. Trong một nghiên cứu giữa các sinh viên đại học thuộc các chủng tộc khác nhau vào năm 1982, người Mỹ da trắng được mô tả là những người chạy theo chủ nghĩa vật chất, đầy tham vọng, thông minh, có truyền thống, cần cù và bảo thủ. Tác giả của nghiên cứu lưu ý rằng khuôn mẫu người da trắng đã giảm dần mức độ ưa chuộng trong những năm qua trong khi khuôn mẫu người da đen lại tăng lên.
Trong một nghiên cứu năm 2013 thì phụ nữ da trắng nói riêng được những người tham gia khảo sát cho ý kiến không phải da trắng mô tả những phụ nữ Mỹ da trắng là những cô nàng hấp dẫn, khêu gợi, những cô ả tóc vàng, chưng diện nhưng nông cạn, có đặc quyền, sẵn sàng làm tình và chú trọng đến ngoại hình, vẻ bề ngoài. Tác giả của bài báo cũng nhận thấy rằng các khuôn mẫu này phù hợp với hình ảnh truyền thông về phụ nữ da trắng và lưu ý rằng nghiên cứu về khuôn mẫu người Mỹ da trắng tương đối hiếm hoi so với nghiên cứu về các khuôn mẫu chủng tộc khác. 
Trong một nghiên cứu năm 2018 về trẻ em thuộc các chủng tộc khác nhau, những đứa trẻ 6 tuổi chọn ảnh đàn ông da trắng là "thực sự thông minh" thay vì ảnh phụ nữ da trắng hoặc người da đen và da màu.
Do định nghĩa xã hội về "người da trắng" đã thay đổi qua nhiều năm, các nghiên cứu đã chỉ ra rằng các thành viên thuộc các chủng tộc, sắc tộc và quốc tịch khác nhau có những định kiến khác nhau về người da trắng. Trước những năm 1980, các nhóm dân tộc như người Ái Nhĩ Lan, người Ý, người Armenia và người Ba Lan được miêu tả trên các phương tiện truyền thông và văn hóa đại chúng theo kiểu tiêu cực. Định kiến của người Tây Virginia và người Alabama bao gồm hay loạn luân và làm tình cận huyết. Người da trắng nghèo ở vùng Appalachian thường bị coi là dân miền núi.

### Văn hóa

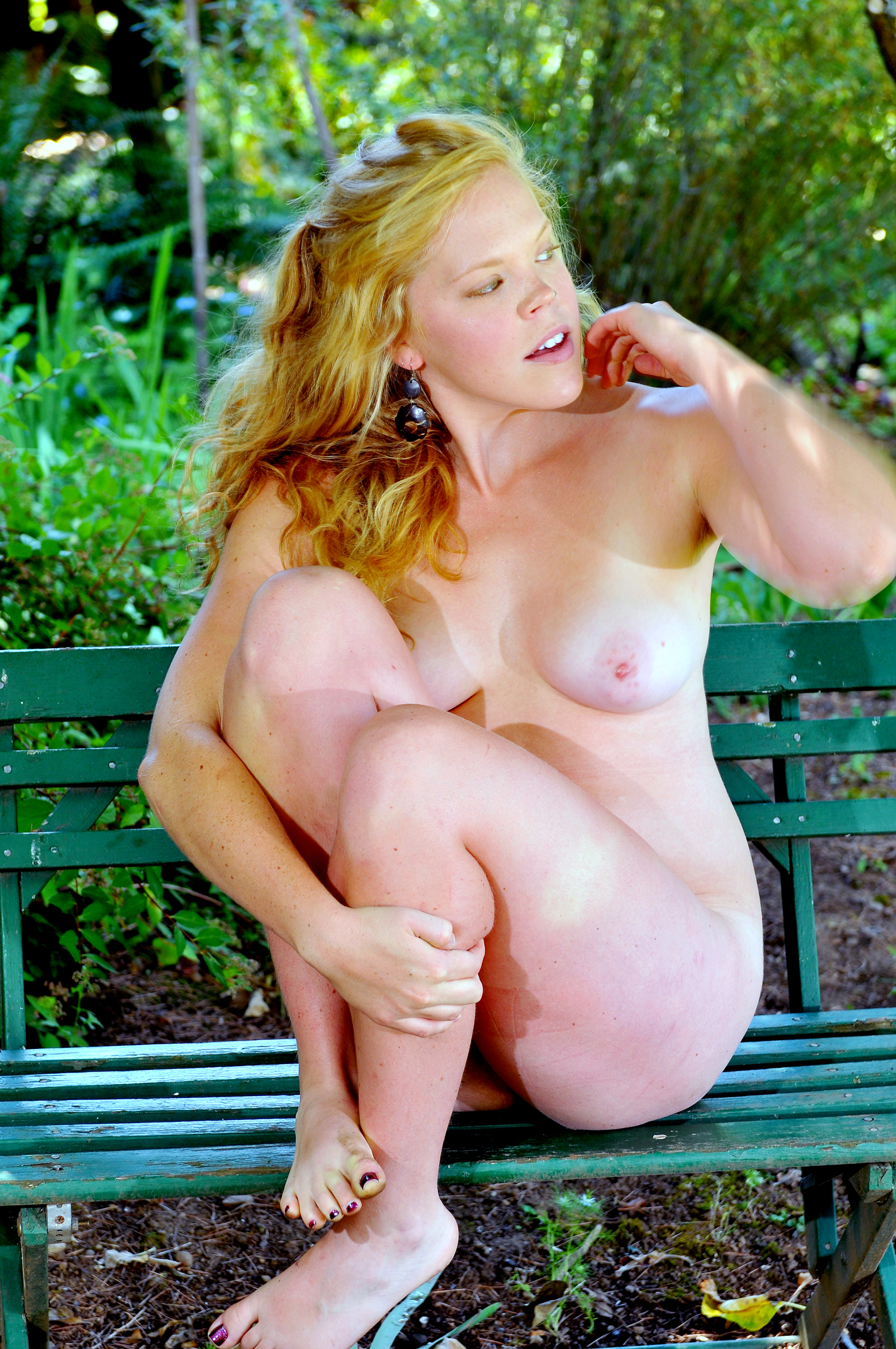
Một cô gái da trắng, họ thỉnh thoảng bị người da màu gọi là Becky

Trong văn hóa bình dân thì Becky và Karen đã được sử dụng làm thuật ngữ để chỉ những phụ nữ da trắng hành động một cách thiếu hiểu biết, trịch thượng hoặc có đặc quyền da trắng. Becky là từ lóng mang tính miệt thị của người Mỹ để chỉ một phụ nữ trẻ da trắng. Theo ban lãnh đạo phong trào Black Lives Matter thì thuật ngữ này được gắn với một "Cô gái da trắng yêu thích Starbucks và Uggs và không biết gì về các vấn đề chủng tộc và xã hội". Vì lý do này, "Becky" thường được gắn với thuật ngữ tiếng lóng có nhiều ý nghĩa tương tự. Vào năm 2019, nhà xuất bản từ điển Merriam Webster đã viết rằng "Becky" "ngày càng hoạt động như một tính từ và được sử dụng đặc biệt để chỉ một phụ nữ da trắng không biết gì về đặc quyền cũng như thành kiến của mình. Còn Thuật ngữ "Karen" có ý nghĩa tương tự nhưng gắn liền với phụ nữ lớn tuổi và với hàm ý thêm rằng Karen là những phụ nữ da trắng có khả năng manh động với người da màu, chẳng hạn như lúc nào cũng yêu cầu đòi gặp người quản lý hoặc gọi cảnh sát.